# Thoropa
Thoropa là một chi động vật lưỡng cư trong họ Cycloramphidae, thuộc bộ Anura. Chi này có 5 loài và 60% bị đe dọa hoặc tuyệt chủng.

## Hình ảnh

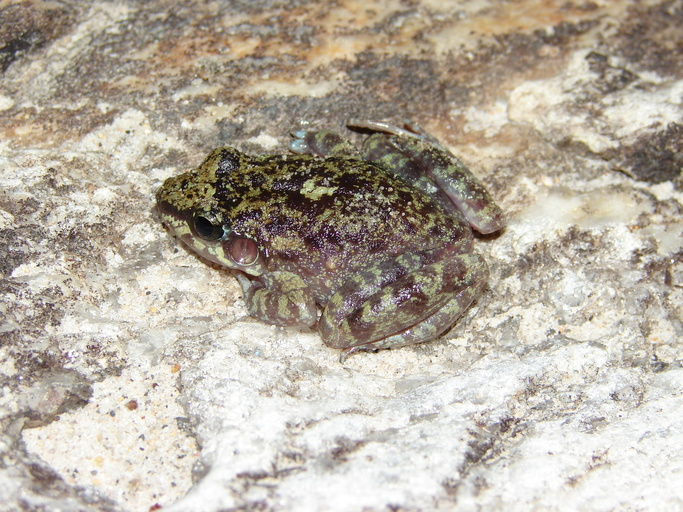